# Sciastes
Sciastes Bishop & Crosby, 1938 è un genere di ragni appartenente alla famiglia Linyphiidae.

## Distribuzione
Le otto specie oggi attribuite a questo genere sono state rinvenute nell'Olartico.

## Tassonomia
A giugno 2012, si compone di otto specie:
- Sciastes carli (Lessert, 1907) — Francia, Italia, Svizzera, Austria
- Sciastes dubius (Hackman, 1954) — Russia, Canada, USA
- Sciastes extremus Holm, 1967 — Canada, Groenlandia
- Sciastes hastatus Millidge, 1984 — USA, Canada
- Sciastes hyperboreus (Kulczynski, 1908)[3] — Russia
- Sciastes mentasta (Chamberlin & Ivie, 1947) — Canada, Alaska
- Sciastes tenna Chamberlin, 1948 — USA
- Sciastes truncatus (Emerton, 1882)[4] — USA, Canada, Alaska

### Specie trasferite
- Sciastes acuminatus (Emerton, 1913); trasferita al genere Anthrobia Tellkampf, 1844[1].
- Sciastes aquilonia (Hackman, 1954); trasferita al genere Hilaira Simon, 1884.
- Sciastes beluga Chamberlin & Ivie, 1947; trasferita al genere Semljicola Strand, 1906.
- Sciastes concavus (Emerton, 1882); trasferita al genere Aphileta Hull, 1920.
- Sciastes fuscus Chamberlin & Ivie, 1944); trasferita al genere Souessoula Crosby & Bishop, 1938.
- Sciastes gargopus (Bishop & Crosby, 1929); trasferita al genere Tachygyna Chamberlin & Ivie, 1939.
- Sciastes microtarsus (Emerton, 1882); trasferita al genere Aphileta Hull, 1920.
- Sciastes mossi Muma, 1945; trasferita al genere Annapolis Millidge, 1984.
- Sciastes ogeechee Chamberlin & Ivie, 1944; trasferita al genere Souessoula Crosby & Bishop, 1938.
- Sciastes simplex (Chamberlin, 1919); trasferita al genere Eulaira Chamberlin & Ivie, 1933.
- Sciastes terrestris (Emerton, 1882); trasferita al genere Porrhomma Simon, 1884.
- Sciastes ursinus Bishop & Crosby, 1938; trasferita al genere Tachygyna Chamberlin & Ivie, 1939.
- Sciastes vicosanus Bishop & Crosby, 1938; trasferita al genere Smermisia Simon, 1894.

### Sinonimi
- Sciastes ensifer Millidge, 1984; questi esemplari, a seguito di un lavoro degli aracnologi Aitchison-Benell & Dondale del 1990, sono stati riconosciuti come sinonimi di S. dubius (Hackman, 1954)[1].
- Sciastes schenkeli (Roewer, 1942); questi esemplari, a seguito di un lavoro dell' aracnologo Thaler del 1972, sono stati riconosciuti come sinonimi di S. carli (Lessert, 1907).